# 大塚喜直
大塚 喜直 （おおつか よしなお、Paul Yoshinao Otsuka、1954年10月7日 - ）は、日本のカトリック教会聖職者でカトリック京都司教区司教、カトリック中央協議会事務局担当司教。洗礼名は「パウロ」。

## 経歴
1954年10月7日、6人兄弟の4番目かつ次男として京都市で誕生。1964年12月8日受洗。1967年5月14日に堅信の秘跡を受け、1970年4月カトリック名古屋教区聖ヨハネ小神学校に入学。その後同志社大学に入学し、文学部文化史学科西洋史を専攻。1978年3月同志社大学卒業。
1978年4月東京カトリック神学院に入学し、1984年3月上智大学大学院神学研究科終了して神学修士となる。1984年3月20日にカトリック河原町教会で司祭叙階。1984 年4月から京都市北区カトリック衣笠教会助任を経て1987年3月にローマへ留学し、ローマ教皇庁立ウルバノ大学で教会法博士取得後1992年に帰国。1993年4月伏見・桃山・八幡教会共同宣教司牧担当およびカトリック京都教区本部事務局副主任を務め、1996年４月から同教区本部事務局長となった。
1997年4月1日、教皇ヨハネ・パウロ2世によりカトリック京都司教区教区長に任命。同年6月15日、洛星中学・高等学校講堂にて、田中健一名誉司教により司教に叙階された。